# Associazione Sportiva Pro Gorizia 1943-1944
Questa voce raccoglie le informazioni riguardanti l'Associazione Sportiva Pro Gorizia nelle competizioni ufficiali della stagione 1943-1944.

## Rosa
| N. |                   | Ruolo | Calciatore          |
| -- | ----------------- | ----- | ------------------- |
|    | Italia (bandiera) | A     | Ermenegildo Andrian |
|    | Italia (bandiera) | C     | Enrico Auletta      |
|    | Italia (bandiera) | A     | Gaetano Auletta     |
|    | Italia (bandiera) | P     | Arrigo Benussi      |
|    | Italia (bandiera) | A     | Aldo Beorchia       |
|    | Italia (bandiera) | D     | Ivano Blason        |
|    | Italia (bandiera) | P     | Giovanni Busani     |
|    | Italia (bandiera) | C     | Edmondo Bonansea    |
|    | Italia (bandiera) | D     | Gino Calcaterra     |

| N. |                   | Ruolo | Calciatore      |
| -- | ----------------- | ----- | --------------- |
|    | Italia (bandiera) | C     | Bruno Ciuffarin |
|    | Italia (bandiera) | A     | Mario Cumar     |
|    | Italia (bandiera) | C     | Aredio Gimona   |
|    | Italia (bandiera) | A     | Ugo Gregorin    |
|    | Italia (bandiera) | C     | Antonio Sessa   |
|    | Italia (bandiera) | C     | Sergio Susmel   |
|    | Italia (bandiera) | C     | Bruno Vale      |
|    | Italia (bandiera) | C     | Astorre Zanolla |